# Jokisaari (ö i Finland, Norra Savolax, Norra Savolax)
Jokisaari är en ö i Finland. Den ligger i ett vattendrag troligen kallat Tiilikanjoki och i kommunen Lapinlax i landskapet Norra Savolax, i den centrala delen av landet, 400 km norr om huvudstaden Helsingfors. Öns area är 1,4 hektar och dess största längd är 170 meter i sydväst-nordöstlig riktning.